# Plataea astrigaria
Plataea astrigaria là một loài bướm đêm trong họ Geometridae.